# Callopistria formosissimalis
Callopistria formosissimalis är en fjärilsart som beskrevs av Jacob Hübner 1798. Callopistria formosissimalis ingår i släktet Callopistria och familjen nattflyn. Inga underarter finns listade i Catalogue of Life.